# Campeonato Mundial Femenino de Ajedrez 2011
El 35º Campeonato mundial femenino de ajedrez se desarrolló en marzo del año 2011 en Tirana. Esta edición enfrentó a la campeona del mundo Hou Yifan contra Humpy Koneru, segundo lugar de la serie de Grand Prix tras Hou. En esta edición, Hou defendió exitosamente su título

## Grand Prix
El Grand Prix consistió de un circuito de 6 campeonatos alrededor del mundo donde las mejores jugadoras del mundo se enfrentaban entre sí. De acuerdo a sus posiciones en dichos campeonatos, se les otorgaba una cierta cantidad de puntos. Al final de los seis campeonatos, los puntos se sumarían para determinar a la campeona. Puesto que Hou fue la ganadora de este circuito (originalmente no se pensaba utilizarlo a modo de Torneo de candidatos), su escolta fue elegida como retadora al título.
| pos. | Jugadora                  | Estambul 2009 | Nanjing 2009 | Nalchik 2010 | Jermuk 2010 | Ulaanbaatar 2010 | Doha 2011 | Total |
| ---- | ------------------------- | ------------- | ------------ | ------------ | ----------- | ---------------- | --------- | ----- |
| 1.   | GM Hou Yifan              | 120           |              | 130          | 70          | 160              |           | 410   |
| 2.   | GM Humpy, Koneru          | 160           |              | 70           |             | 93⅓              | 145       | 398⅓  |
| 3.   | GM Dzagnidze, Nana        |               | 130          | 100          | 160         |                  | 80        | 390   |
| 4.   | IM Kosintseva, Tatiana    |               |              | 160          | 130         | 93⅓              |           | 383⅓  |
| 5.   | GM Danielian, Elina       | 120           |              | 10           | 93⅓         |                  | 145       | 358⅓  |
| 6.   | GM Zhao Xue               | 90            | 110          | 40           |             | 93⅓              |           | 293⅓  |
| 7.   | GM Xu Yuhua               |               | 160          |              | 30          | 60               | 55        | 275   |
| 8.   | GM Sebag, Marie           | 80            | 80           |              |             | 30               | 110       | 270   |
| 9.   | GM Stefanova, Antoaneta   | 45            |              |              | 93⅓         | 130              | 20        | 268⅓  |
| 10.  | GM Cramling, Pia          | 65            |              | 100          | 55          |                  | 80        | 245   |
| 11.  | IM Mkrtchian, Lilit       |               | 80           | 40           | 93⅓         |                  | 35        | 213⅓  |
| 12.  | GM Chiburdanidze, Maia    | 45            |              |              | 40          | 70               | 80        | 195   |
| 13.  | IM Batkhuyag, Munguntuul  |               | 50           | 70           |             | 20               | 55        | 175   |
| 14.  | WGM Shen Yang             | 60            |              | 55           | 45          |                  | 160       |       |
| 15.  | GM Zhu Chen               |               | 30           | 70           |             | 45               | 10        | 145   |
| 16.  | IM Fierro Baquero, Martha | 65            | 20           |              | 10          |                  | 35        | 120   |
| 17.  | WGM Kovanova, Baira       |               | 40           | 40           | 20          |                  |           | 100   |
| 18.  | Ju Wenjun                 |               | 80           |              |             |                  |           | 80    |
| 19.  | WIM Yıldız, Betül Cemre   | 10            | 10           | 20           |             | 10               |           | 40    |
| 20.  | WGM Mamedyarova, Zeinab   | 25            |              |              |             |                  |           | 25    |

## Hou vs. Koneru
El Campeonato del mundo se disputó mediante un encuentro a 10 partidas donde la primera jugadora en obtener 5½ puntos sería consagrada campeona.
|              | Rtg. | 1 | 2 | 3 | 4 | 5 | 6 | 7 | 8 | 9 | 10 | Total |
| ------------ | ---- | - | - | - | - | - | - | - | - | - | -- | ----- |
| Koneru Humpy | 2600 | ½ | ½ | 0 | ½ | ½ | 0 | 0 | ½ |   |    | 2½    |
| Hou Yifan    | 2578 | ½ | ½ | 1 | ½ | ½ | 1 | 1 | ½ |   |    | 5½    |